# DR-DOS
DR-DOS (de letters DR zijn van Digital Research, maar de naam wordt vaak uitgesproken als 'Doctor DOS') was een variant van DOS (een besturingssysteem voor IBM PC-compatibele computers), uitgegeven door Digital Research.
DR-DOS werd in het DOS-tijdperk meegeleverd met sommige pc's. Het was vrijwel identiek aan de Microsoft-variant, maar met sommige functies was DR-DOS Microsoft DOS zelfs voor. Vooral het beheer van het intern geheugen werd door de gebruikers op prijs gesteld.
De eerste versie van DR-DOS werd in mei 1988 op de markt gebracht.
Merkwaardig is dat DR-DOS beschouwd wordt als een clone van MS-DOS, terwijl MS-DOS op zijn beurt dikwijls een clone van CP/M genoemd wordt. CP/M was zelf ontwikkeld door Digital Research.